# بلدية إيغوابي
بلدية إيغوابي (بالإنجليزية: Iguape)‏ هي مدينة، وبلديات البرازيل تتبع ساو باولو . بلغ عدد سكانها 27427  نسمة في 1 أغسطس 2000 . تبلغ مساحتها 1977.96 كيلومتر مربع .

## الموقع
تشترك في الحدود مع:
- Peruíbe [الإنجليزية]‏
- Pedro de Toledo, São Paulo [الإنجليزية]‏
- Miracatu [الإنجليزية]‏
- Itariri [الإنجليزية]‏.

## المناخ
يظهر الجدول التالي التغييرات المناخية على مدار السنة لبلدية إيغوابي:
| البيانات المناخية لـبلدية إيغوابي                           | البيانات المناخية لـبلدية إيغوابي | البيانات المناخية لـبلدية إيغوابي | البيانات المناخية لـبلدية إيغوابي | البيانات المناخية لـبلدية إيغوابي | البيانات المناخية لـبلدية إيغوابي | البيانات المناخية لـبلدية إيغوابي | البيانات المناخية لـبلدية إيغوابي | البيانات المناخية لـبلدية إيغوابي | البيانات المناخية لـبلدية إيغوابي | البيانات المناخية لـبلدية إيغوابي | البيانات المناخية لـبلدية إيغوابي | البيانات المناخية لـبلدية إيغوابي | البيانات المناخية لـبلدية إيغوابي |
| الشهر                                                       | يناير                             | فبراير                            | مارس                              | أبريل                             | مايو                              | يونيو                             | يوليو                             | أغسطس                             | سبتمبر                            | أكتوبر                            | نوفمبر                            | ديسمبر                            | المعدل السنوي                     |
| ----------------------------------------------------------- | --------------------------------- | --------------------------------- | --------------------------------- | --------------------------------- | --------------------------------- | --------------------------------- | --------------------------------- | --------------------------------- | --------------------------------- | --------------------------------- | --------------------------------- | --------------------------------- | --------------------------------- |
| متوسط درجة الحرارة الكبرى °م (°ف)                           | 29.4 (84.9)                       | 29.9 (85.8)                       | 28.7 (83.7)                       | 26.7 (80.1)                       | 24.8 (76.6)                       | 23.2 (73.8)                       | 22.7 (72.9)                       | 23.0 (73.4)                       | 22.9 (73.2)                       | 24.6 (76.3)                       | 26.4 (79.5)                       | 28.2 (82.8)                       | 25.9 (78.6)                       |
| المتوسط اليومي °م (°ف)                                      | 25.1 (77.2)                       | 25.5 (77.9)                       | 24.6 (76.3)                       | 22.5 (72.5)                       | 20.1 (68.2)                       | 18.4 (65.1)                       | 17.9 (64.2)                       | 18.6 (65.5)                       | 19.3 (66.7)                       | 20.9 (69.6)                       | 22.6 (72.7)                       | 24.1 (75.4)                       | 21.6 (70.9)                       |
| متوسط درجة الحرارة الصغرى °م (°ف)                           | 21.5 (70.7)                       | 21.9 (71.4)                       | 21.1 (70.0)                       | 18.9 (66.0)                       | 16.6 (61.9)                       | 14.9 (58.8)                       | 14.3 (57.7)                       | 15.0 (59.0)                       | 16.2 (61.2)                       | 17.6 (63.7)                       | 19.0 (66.2)                       | 20.4 (68.7)                       | 18.1 (64.6)                       |
| الهطول مم (إنش)                                             | 243.4 (9.58)                      | 206.5 (8.13)                      | 262.7 (10.34)                     | 183.1 (7.21)                      | 143.5 (5.65)                      | 127.1 (5.00)                      | 104.8 (4.13)                      | 94.4 (3.72)                       | 121.3 (4.78)                      | 145.8 (5.74)                      | 150.8 (5.94)                      | 193.0 (7.60)                      | 1٬976٫4 (77.81)                   |
| متوسط أيام هطول الأمطار (≥ 1 mm)                            | 13                                | 12                                | 13                                | 11                                | 10                                | 9                                 | 9                                 | 9                                 | 11                                | 13                                | 12                                | 14                                | 136                               |
| متوسط الرطوبة النسبية (%)                                   | 82.6                              | 83.1                              | 84.4                              | 84.9                              | 86.1                              | 85.6                              | 85.8                              | 86.1                              | 86.3                              | 84.8                              | 83.1                              | 82.2                              | 84.6                              |
| ساعات سطوع الشمس الشهرية                                    | 162.0                             | 143.5                             | 139.3                             | 129.7                             | 140.6                             | 119.9                             | 121.5                             | 100.0                             | 72.3                              | 100.6                             | 126.5                             | 142.7                             | 1٬498٫6                           |
| المصدر: Brazilian National Institute of Meteorology (INMET) |                                   |                                   |                                   |                                   |                                   |                                   |                                   |                                   |                                   |                                   |                                   |                                   |                                   |